# Pleocyemata
Pleocyemata – podrząd skorupiaków z gromady pancerzowców i rzędu dziesięcionogów.
Skorupiaki o ciele spłaszczonym bocznie lub grzbietobrzusznie. Wyrostki skrzelowe są różnej formy, ale nigdy nie są drzewkowato porozgałęziane jak u krewet. Odnóża różnie wykształcone. Zwykle obecne duże szczypce. Dojrzałe osobniki poruszają się chodząc lub pełzając, dodatkowo mogą pływać dzięki uderzeniom wykształconej z telsona i uropodiów płetwy odwłokowej. Samice opiekują się jajami, nosząc je ze sobą. Z jaj wylęgają się żywiki lub, u gatunków lądowych, wolno żyjące larwy nie występują.
Zalicza się tu 11 infrarzędów:
- Achelata
- Anomura – miękkoodwłokowce
- Astacidea – rakowce
- Axiidea
- Brachyura – kraby
- Caridea – krewetki właściwe
- Gebiidea
- Glypheidea
- Polychelida
- Procarididea
- Stenopodidea

Dawniej Gebiidea i Axiidea stanowiły jeden infrarząd: Thalassinidea, a Polychelida i Achelata łączono w langusty (Palinura).